# 香港教育城
香港教育城有限公司（英語：Hong Kong Education City Limited），前稱香港資訊教育城，成立於2000年，是香港特別行政區政府的全資擁有公司，按照與教育局訂立的《服務協議》營運。教育城董事會負責監管教育城的政策及長遠發展，成員由多位來自教育界、商界及政府的領導人員組成。教育城的辦公室位於沙田沙角邨。香港教育城成立，是因應前香港特首董建華有關推動香港資訊科技教育而推出的一個網上學習平台計劃。

## 歷史

### 創立
1999年，馬紹良加入了教育署，任職首席教育主任。他和黃寶財教授於是根據自身在模擬城市遊戲的經驗，構想出應建立以城市為概念的教育網站。馬紹良因此策劃建立「香港資訊教育城」。2000年3月，香港教育署向「優質教育基金」申請3100萬元的撥款，以成立教育網站「香港資訊教育城」。4月起開始建立，由馬紹良和黃寶財主力推動。建立期間得到其他界別的人協助，減低了成本。8月30日，該網站面世，當中提供了多部教育電視片段和教學資源，部分由出版社提供。此外該計劃亦為香港所有中小學提供寬頻服務，不過當時整個計劃尚未完工。同年10月跟Macromedia合作，讓香港的中小學教育相關者可以較原價低的價格訂購多媒體網頁設計軟件。11月28日，「香港資源教育城」正式全面運作。

### 香港資訊教育城時期
2001年1月左右，香港資訊教育城開始與香港多間應用服務供應商合作，讓它們向自身提供教育軟件。2001年3月4月，旗下學習平台香港資訊小校園測試啟動。次月28日，小校園正式推出至市面。同月與多間學校展開「綠葉行動」，以爭取出版社同意把受版權保護的作品提供作教學用途。6月《明報》報導指教育署計劃讓香港資訊教育城成為一間公司。次月，該網站開設教育改革園地區域，提供有關教育改革的資訊，並跟資訊科技公司合作，開始提供資訊科技教育課程。同年正式公佈香港資訊教育城設有電子圖書館。

### 更名與公司化
同年的報導指它在創立後開始把重心聚焦於資訊科技及顧問服務，而不那麼重視門戶服務。9月1日，計劃成為香港特別行政區政府的全資擁有公司，同時更名為香港教育城。
2003年1月，跟保良局和香港學校網絡有限公司合作開辦的「小小閱讀城」舉行開幕禮。4月，因應香港非典型肺炎疫情爆發，香港學校停課。香港教育城於是開設視像互動教室，並提供其他學習資源，吸引500萬瀏覽人次。9月，與家庭與學校合作事宜委員會合作，發表首份網上版《小學概覽》。同月，獲香港政府注資，開設為期兩年的拒絕賭博教育計劃。12月左右，互聯網交換服務供應商Equinix宣布為香港教育城提供網絡交換中心。
2004年3月27日，宣布跟教育統籌局、香港教育工作者聯會及新華理大培訓及研發中心共同推行「開源先鋒獎勵計劃」，以推廣開放源碼軟件及平台。5月左右跟和平圖書公司一起推出收錄網站學生投稿文章的書籍《學生呀！學生》。12月28日，舉辦樂高機械人活動。2005年10月，總部搬到數碼港，並為員工安排10個月的交通津貼。此舉引來立法會教育界議員張文光和教育評議會副主席何漢權批評。12月7日，舉辦成立5週年紀念活動。同年開始試驗「網上教師電視」平台，提供管道予香港教師進修，並容許他們上載自己的教學情況予外部評分。
2006年4月，因應網站被發現有公眾上戴色情內容，而封禁部分用戶，並決定實行認證會員制。
2008年12月，教育局發表第三個資訊科技教育策略「適時適用科技 學教效能兼備」，鼓勵公私營機構合作開發教學軟件，並投放資源於教育城網站，開發課程為本學與教資源庫。
2012年9月，教育城在網上宣佈關閉提供特殊教育及融合教育資源的大同學習村，並以新頻道「共融資料館」取代。但由於受到眾多教育工作者、家長和相關團體的反對，並在網上發起一人一電話，致電教育城要求保留大同學習村。教育城最終保留大同學習村，但不會再更新頻道內容。

## 內容
2002年4月17日，開設「教科書世界——交流天地」區域，讓教師就使用教科書時的情形作討論。2003年1月，語文教育及研究常務委員會的「睇電視學英語」計劃宣布開展，當中教材會存放在香港教育城。3月開始限時為香港高考英語聆聽試提供模擬試題。10月，開設「與楊利偉漫話太空」專題網站，讓用家向將於香港出席活動的楊利偉提問問題，之後由教育城職員選取他們認為較有「創意和意義」的向他發問。
2005年4月6日，旗下英語學習平台「英語校園」加入了「媒介英語」套件。10月20日，與教育統籌局合作，創立「通識教育科資源平台」試用版。當中包含通識科的課程範圍和可用作參考資料的新聞。

## 旗下網站
- 小校園
- 星願小王子
- 書唔兇閱讀網站

## 評價
2004年4月，因網站在非典型肺炎時為學生提供教學服務，而獲得世界電腦榮譽協會的「2004年電腦世界桂冠榮譽」。同年也因此入圍「斯德哥爾摩挑戰獎」。據香港政府統計處在11月出版的《主題性住戶統計調查第十九號報告書》，香港學生當中有2成曾瀏覽香港教育城，以整體市民來計則有6.1%。教育評議會副主席何漢權因此認為教育城對教學的支援很少，浪費公帑。而教育城則回應指它有78萬名學生會員和5.8萬名教師會員，並稱網站為200萬名家長認識。2005年，網站獲得提名參與聯合國信息社會世界高峰會議「世界信息峰會大獎」。

## 外部連結
- 香港教育城網站 （页面存档备份，存于）
- 香港閱讀城 （页面存档备份，存于）